# راؤول دوارتي (مدرب كرة سلة)
راؤول دوارتي هو مدرب كرة سلة أنغولي، ولد في 1963 في لواندا في أنغولا.